# Super Mario: Manga Adventures
Super Mario: Manga Adventures, connu au Japon sous le titre Super Mario-kun (スーパーマリオくん, Sūpā Mario-kun), est un manga de type kodomo écrit et dessiné par Yukio Sawada. Il est prépublié depuis 1990 dans le magazine Monthly CoroCoro Comic des éditions Shōgakukan et comporte 60 volumes en mars 2025.
La série est éditée en version française chez Soleil Manga depuis décembre 2014.

## Synopsis
Le manga suit les aventures de Mario et ses amis au travers des histoires des différents jeux vidéo de la saga Super Mario, comme Super Mario World, ou des jeux dérivés comme Paper Mario: Color Splash ou Paper Mario: The Origami King.

## Liste des chapitres

### Tomes 1 à 10
| no | Japonais          | Japonais      | Français          | Français          |
| no | Date de sortie    | ISBN          | Date de sortie    | ISBN              |
| --- | ----------------- | ------------- | ----------------- | ----------------- |
| 1 | 27 juillet 1991   | 4-09-141761-2 | 3 décembre 2014   | 978-2-3020-4335-0 |
| Liste des chapitres : - Level 1 - Sauvez la princesse Peach !!! En route pour l'aventure... (ピーチ姫を救え！！ 新冒険開始！！, Pīchi hime wo sukue!! Shinbōken kaishi!!) - Level 2 - L'union fait la force ! Boum badaboum ! (ドカンと一発！！ 合体技炸裂！！, Dokan to ippatsu!! Gattai waza sakuretsu!!) - Level 3 - Iggy Koopa !!! Le duel d'intellos ! (コクッパ・イギー！！ カレイなる頭脳戦！？, Ko Kuppa: Igī!! Karei naru zunō sen!?) - Level 4 - Kamek, le plus grand magicien du monde (ou pas) (最強の魔法使い！？ カメックあらわる！！, Saikyō no mahōtsukai!? Kamekku arawaru!!) - Level 5 - Attention, eau glaciale ! Mario préfère un bon bain chaud... (寒～い水中面！！ マリオはお熱いのがお好き！？, Kan ~ isui chūmen!! Mario hao atsui nogao suki!?) - Level 6 - Mario Vs. Lakitu ! La grosse bataille de boules de neige ! (マリオ対ジュゲム！！ 史上最大の雪合戦！？, Mario tai Jugemu!! Shijōsaidai no yukigassen!?) - Level 7 - Bienvenue au sous-sol, dans le piège des taupes ! (ようこそ地底へ！！ モグラたたきのあまいわな！？, Yōkoso chitei he!! Mogura tataki no amai wana!?) - Level 8 - Le retour de Kamek, le magicien de l'extrême (ou toujours pas) ! (カメック再登場！！ 究極の大魔法合戦！？, Kamekku saitōjō!! Kyūkyoku no dai mahō kassen!?) - Level 9 - Indy, la taupe poule mouillée ! La bataille sur l'étang de feu ! (弱虫インディ！！ 炎の池で最後の挑戦！？, Yowamushi Indei!! Honō no ike de saigo no chōsen!?) - Level 10 - Attention au frère Marto volant ! L'ennemi complètement marteau ! (強敵アッパレ！！ ハンマーなんてこわくない！？, Kyōteki appare!! Hanmā nante kowakunai!?) - Level 11 - Bowser, le grand méchant transi d'amour... (純情ロマンス！？クッパくんのある愛の詩！！, Junjō romansu!? Kuppa-kun no aru ai no shi!!) - Level 12 - Le P-Ballon à la rescousse contre Morton ! (でぶマリオ！？ パワーバルーンでモートンをたおせ！！, Debu Mario!? Pawā barūn de Mōton wotaose!!) - Level 13 - Kamek, le retour du retour, dans le parc d'attractions de l'enfer ! (またまたカメック！！ 遊園地は地獄だ！？, Matamata Kamekku!! Yūenchi ha jigoku da!?) - Level 14 - Attention ! Frère sumo s'enflamme !!! (炎のつっぱり！？ どすこいＫ、Ｋ、すもう勝負！！, Honō notsuppari!? Dosukoi K.K. sumō shōbu!!) - Level 15 - Les prédictions concernant le prochain jeu Mario !!! (どうなる！？ マリオ５おどろき大予想！！, Dōnaru!? Mario 5 odoroki daiyosō!!) |                   |               |                   |                   |
| 2 | 28 novembre 1991  | 4-09-141762-0 | 4 février 2015    | 978-2-3020-4356-5 |
| Liste des chapitres : - Level 1 - Kamek transformé !!! Comment reconnaître le vrai Yoshi !?! (変身カメック！！ にせヨッシーで大活やく！？, Henshin Kamekku!! Nise Yosshī de dai katsu yaku!?) - Level 2 - Stupeur ! L'attaque de Robowser géant ! (大ピンチ！！ 巨大メカクッパをやっつけろ！！, Dai pinchi!! Kyodai Meka-Kuppa wo yattsukero!!) - Level 3 - Yoshi a pris du poids ! Opération régime forcé ! (食事禁止！？ ヨッシー涙の減量大作戦！！, Shokuji kinshi!? Yosshī namida no genryō daisakusen!!) - Level 4 - Quand Lakitu se prend pour monsieur Météo (大災害！？ ジュゲムのハチャメチャ天気予報！！, Daisaigai!? Jugemu no hachamecha tenkiyohō!!) - Level 5 - Le sort de la peur ! Et la revanche de Ludwig !!! (恐怖の呪い！？ おばけルドウｲッグの逆襲！！, Kyōfu no noroi!? Obake rudō iggu no gyakushū!!) - Level 6 - La famille Bille Balle unie pour arrêter Mario ! (キラー一家の挑戦！！ 親子でマリオと激突！！, Kirā ikka no chōsen!! Oyako de mario to gekitotsu!!) - Level 7 - Dans le monde caché, Mario est son propre ennemi !!! (いきなり裏ワールド！！ マリオの敵はマリオ！？, Ikinari ura wārudo!! Mario no teki ha Mario!?) - Level 8 - Attention à la coquetterie ! Surtout celle des plantes carnivores ! (裏ピーパックン出現！！ 髪はわたしの命です！？, Ura pīpakkun shutsugen!! Kami hawatashino inochi desu!?) - Level 9 - Sous l'eau, on n'arrête pas les arêtes ! (水中面突入！！ フィッシュボーンは骨のあるやつ！？, Suichūmen totsunyū!! Fisshu Bōn ha hone noaruyatsu!?) - Level 10 - Wiggler est très énervé ! Mario dans sa bulle ! (はじけるバブル！？ 助っ人ハナチャン大奮闘！！, Hajikeru baburu!? Suketto hana-chan dai funtō!!) - Level 11 - Pièges au festival ? Le défi de la maison hantée ! (夏まつりのわな！？ おばけやしきを突破せよ！！, Natsu matsuri no wana!? Obake yashiki wo toppa seyo!!) - Level 12 - Luigi est en danger ! Il a été changé en pierre ! (あやうしルイージ！！ ソーダスターを探しだせ！！, Ayaushi Ruīji!! Sōda Sutā wo sagashi dase!!) - Level 13 - En route vers les étoiles ! Mais attention aux casseroles ! (ちびマリオ登場！？ フターロード脱出作戦！！, Chibi Mario tōjō!? Hutā Rōdo dasshutsu sakusen!!) - Level 14 - Mario History ! Super Mario dans tous ses états !!! (マリオがいっぱい！！ ｽｰﾊﾟｰマリオひみつ百科！！, Mario ga ippai!! Sūpā Mario himitsu hyakka!!)                                                               |                   |               |                   |                   |
| 3 | 28 janvier 1992   | 4-09-141763-9 | 25 mars 2015      | 978-2-3020-4484-5 |
| Liste des chapitres : - Level 1 - Retrouvailles autour d'un bon petit plat de Drabon !!! (涙の再会！？ 親友ドラボンは料理上手！！, Namida no saikai!? Shinyū Dorabon ha ryourijōzu!!) - Level 2 - Bowser et Mario se défient à la balle aux prisonniers ! (必殺ショットさく裂！！ ｽｰﾊﾟｰドッジ大決戦！！, Hissatsu shotto sakuretsu!! Sūpā Dojji daikessen!!) - Level 3 - Attention danger ! Travaux souterrains ! (地下面工事中！？ メット親方の大仕事！！, Chikamen kōjichū!? Metto oyakata no ōshigoto!!) - Level 4 - Courage à l'armée des remplaçants !!! (めざせ一軍！！ クッパ第二軍団の挑戦！！, Mezase ichigun!! Kuppa daini gundan no chōsen!!) - Level 5 - À la recherche de la maman de Bébé Boo ! (迷子のテレサ！！ 母をたずねて三千里！？, Maigo no Teresa!! Haha wotazunete sanzenri!?) - Level 6 - Chez les Thwomp, les liens sont plus solides que le roc ! (かた～い結束！？ ドッスンとその一味登場！！, Kata ~ikessoku!? Dossun tosono hitoaji tōjō !!) - Level 7 - Yoshi en danger ! Décompte fatal avant l'explosion ! (ヨッシー大ピンチ！？ 大爆発５秒前！？, Yosshī dai pinchi!? Dai bakuhatsu 5 byō mae!?) - Level 8 - Attention aux blocs qui tombent à pic ! (トゲゾー軍団復活！！ Pスイッチに注意せよ！？, Togezō gundan fukkatsu!! P-Suicchi ni chūi seyo!?) - Level 9 - Chaud devant ! Dino-Torch à la rescousse de son petit papa ! (炎のチビライタ！！ とーちゃん助けに大突進！！, Honō no chibi Raita!! Toō-chan tasuke ni dai tosshin!!) - Level 10 - L'arbre de Noël de la peur ! (恐怖のクリスマス！？ アスレチックリレー征服作戦！！, Asurechikku rirē seifuku sakusen!!) - Level 11.1 - Défilé d'anciens boss dans le château de Bowser ! Première partie : La grande évasion ! (クッパ城突入！！ ライバルたちを打ち破れ！！ (大脱出), Kuppa shiro totsunyū!! Raibaru tachi wo uchi yabure!! (Daidasshutsu)) - Level 11.2 - Défilé d'anciens boss dans le château de Bowser ! Deuxième partie : La grande vadrouille (クッパ城突入！！ ライバルたちを打ち破れ！！ (大激戦), Kuppa shiro totsunyū!! Raibaru tachi wo uchi yabure!! (Daigekisen)) |                   |               |                   |                   |
| 4 | 28 novembre 1992  | 4-09-141764-7 | 20 mai 2015       | 978-2-3020-4588-0 |
| Liste des chapitres : - Level 1 - Luigi possédé ! Attention aux épreuves de l'épave mystérieuse ! - Level 2 - Prière dangereuse au sanctuaire de Bowser !!! - Level 3 - Guerre de l'argent de poche pour le nouvel an ! - Level 4 - The Legend of Mario !?! Panique dans le monde de Zelda !!! - Level 5 - Alerte grippe ! Yoshi est notre dernier espoir !!! - Level 6 - À la recherche des switchs, aux portes du château de Bowser ! - Level 7 - Attention aux Ninji ! Grande bataille dans le village ninja !!! - Level 8 - Mario mort pendant la tragédie de la Saint Valentin !?! - Level 9 - Vive les gloutons et donc vive Yoshi ! - Level 10 - Une souris à l'origine d'un monstre Mario !?! - Level 11.1 - Climax ! Le grand combat final Mario VS. Bowser !!! Première partie : À l'assaut du château de Bowser - Level 11.2 - Climax ! Le grand combat final Mario VS. Bowser !!! Deuxième partie : Le grand combat final |                   |               |                   |                   |
| 5 | 16 décembre 1992  | 4-09-141765-5 | 1er juillet 2015  | 978-2-3020-4589-7 |
| Liste des chapitres : - Level 1 - Sortir du manoir de Monster Boo coûte que coûte !!! - Level 2 - Une étoile Yoshi est née, sous le signe de la météo !!! - Level 3 - Qui sortira vainqueur des épreuves sportives de Bowser ?!? - Level 4 - En cas de gel, rien de tel qu'un amour enflammé ! - Level 5 - Contre Bowser, rien de tel qu'un bon gros coup de main !!! - Level 6 - Skelerex, l'assassin qui venait du futur !!! - Level 7 - Enfin dans le château ? C'est l'heure de rebondir !!! - Level 8 - La guerre souterraine contre les cultivateurs Topi Taupes !!! - Level 9 - L'attaque de la pâte à modeler vivante ! Encore un coup de Kamek ?!? - Level 10 - Lemmy l'artiste transforme Yoshi en mouche ?!? - Level 11 - Lutte à mort contre les pierres tombales rancunières !!! - Level 12 - Menace sur le monde ! La grande guerre de la Star Road !!! |                   |               |                   |                   |
| 6 | 27 mars 1993      | 4-09-141766-3 | 23 septembre 2015 | 978-2-3020-4699-3 |
| Liste des chapitres : - Level 1 - Le combat des monstres géants ?!? Yoshizilla VS. Mothwigglera ! - Level 2 - Le mystère du sphinx ?!? Heureusement que Mario Statue est là !!! - Level 3 - Petit conseil ! Ne jamais laisser un gorille conduire un kart ! - Level 4 - La course aux items sur la piste glissante ! - Level 5 - Attention à Birdo ! Ennemis aujourd'hui, petits amis demain ? - Level 6 - La malédiction de Luigi masqué ! - Level 7 - En route pour une nouvelle aventure dans la Special Zone ! - Level 8 - Vol à l'air libre avec le P Ballon !!! - Level 9 - Attention aux mirages dans le désert de la mort !!! - Level 10 - Le mystère du lac et la panique provoquée par Ultra Cheep Cheep ! - Level 11 - Le circuit de l'enfer ! Dernier duel contre Donkey Kong Jr. ?!? - Level 12 - Mario VS. Bowser ! L'incroyable duel de ballons ! - Level 13 - Mario et Bowser s'unissent pour sauver la princesse Peach ?!? - Level 14 - Wario, le pire ennemi de Mario s'est emparé de Mario Land ! |                   |               |                   |                   |
| 7 | 28 juin 1993      | 4-09-141767-1 | 25 novembre 2015  | 978-2-3020-4826-3 |
| Liste des chapitres : - Level 1 - Mario est de retour ! Et il s'en va donner une leçon à Wario ! - Level 2 - Mario à l'assaut de l'arbre géant dans la Tree Zone ! - Level 3 - Mieux vaut l'aide d'un hibou endormi que de finir aplati ! - Level 4 - Eh oui, parfois les cadeaux de Yoshi peuvent être utiles ! - Level 5 - Contre-attaque mortelle de Mario Bombe dans le sous-marin ! - Level 6 - La grande bataille navale des Goombas fléchés !!! - Level 7 - L'assaut inattendu dans la statue géante Mario !!! - Level 8 - À l'attaque dans la statue géante Mario !!! - Level 9 - Brigand ou ami ? Méfiez-vous de Keipu le chapardeur !!! - Level 10 - Dans la maison d'Ant, ça fourmille de partout ! - Level 11 - Le dernier grand vol de Keipu ?!? - Level 12 - Comment amaigrir Mario en le forçant à faire de l'exercice ? - Level 13 - Mario et Yoshi partent en quête de la Fleur Etoile ! |                   |               |                   |                   |
| 8 | 28 septembre 1993 | 4-09-141768-X | 27 janvier 2016   | 978-2-3020-4905-5 |
| Liste des chapitres : - Level 1 - L'Étrange Invitation de Wart dans le monde Subcon !!! - Level 2 - Piégés dans la Pyramide contre Tryclyde, le Street Fighter ?!? - Level 3 - Birdo en danger ?!? Yoshi entre dans une colère noire !!! - Level 4 - Contre ce Clawgrip hyper fort, rien de tel qu'une partie de shoot'em up !!! - Level 5 - Le Combat final au château de Wart se joue à la loterie ?!? - Level 6 - Wart mue ?!? Super Power vs. Super Items ! - Level 7 - Le Pouvoir de l'amitié plus fort que Wart ?!? - Level 8 - Des Fantômes en pagaille dans la Pumpkin Zone ?!? - Level 9 - Mario transformé en cochon pour finir en cuisine ?!? - Level 10 - Mario gaspille toutes ses Pièces d'or dans des Machines à sous !?! - Level 11 - Mais où sommes-nous ?!? Dans le Niveau des Énigmes ?!? - Level 12 - Yoshi, tireur d'élite au bazooka ? |                   |               |                   |                   |
| 9 | 16 décembre 1993  | 4-09-141769-8 | 23 mars 2016      | 978-2-3020-4994-9 |
| Wario, le chasseur de trésorsListe des chapitres : - Level 1 - Mario est de retour à la recherche du champignon cristal! - Level 2 - Combat à mort dans la prairie ! Au-delà des fleurs et des éclairs ! - Level 3 - Le château de Bowser est hanté ?!? La fée Birdo à la rescousse !!! - Level 4 - Quoi ?!? Mario à la dérive vers l'île Dino ! - Level 5 - 3 épreuves de résistance pour devenir champion !?! - Level 6 - Dur, dur de franchir le monde des machines sans le Super Scope !!! - Level 7 - Tout tout tout pour ma boulette ! J'ai faim !!! - Level 8 - Entrons dans le château pour terrasser Mecha Bowser !!! - Level 9 - La grande bataille du 1er niveau de Mario Bros. !!! - Level 10 - Mario et Wario ! A la recherche de Luigi en aveugle ?!? - Level 11 - Le cadeau empoisonné de Wario ! Mario, sors de ta coquille !!! - Level 12 - Mario en route vers l'espace, avec l'aide du héros Hippo !!! - Level 13 - Le combat final sur la Lune contre le terrible Tatanga !!! |                   |               |                   |                   |
| 10 | 25 juin 1994      | 4-09-141770-1 | 25 mai 2016       | 978-2-3020-5120-1 |
| Liste des chapitres : - Level 1 - Batman vs. Robot Mario ?! Luigi en galère !!! - Level 2 - L'attaque du pot hanté ! Luigi toujours en galère (#2) !!! - Level 3 - La grande bataille navale ! Il faut pêcher le poisson Wario !!! - Level 4 - Qui est le plus grand héros ? Luigi très en colère !!! - Level 5 - Warioroïd passe à l'attaque ! Le grand combat final !!! - Level 6 - Mario à l'assaut du château de Wario !!! - Level 7 - Le duel final ! Aucune victoire possible sans alliés !!! - Level 8 - Mario changé en boule de flipper pour récupérer les étrennes ?!? - Level 9 - Partie de Tetris pendant le rendez-vous galant de Yoshi ?!? - Level 10 - Faire équipe avec Wario pour vaincre des pirates ?!? - Super Maze Collection - Chapitre 1 : Franchissez les labyrinthes et sauvez la princesse Peach !!! - Super Maze Collection - Chapitre 2 : Mais qui tirait les ficelles de ces pièges ?!? |                   |               |                   |                   |

### Tomes 11 à 20
| no | Japonais          | Japonais      | Français         | Français          |
| no | Date de sortie    | ISBN          | Date de sortie   | ISBN              |
| --- | ----------------- | ------------- | ---------------- | ----------------- |
| 11 | 28 octobre 1994   | 4-09-142241-1 | 23 novembre 2016 | 978-2-3020-5634-3 |
| Liste des chapitres : - Level 1 - Direction Kitchen Island et gare à l'armée d'Helmut !!! - Level 2 - Le pire bateau du monde pour une chasse au trésor !?! - Level 3 - Bataille au fond des mers ! Mini-Wario entre en action !! - Level 4 - En route vers les hauteurs avec Mario, le spécialiste grimpeur ! - Level 5 - Combat intense dans la grotte ! Wario Taureau fonce tête baissée !! - Level 6 - Le défi de Spiked Pirate ! Trouver son unique point faible !! - Level 7 - Un butin inacessible en haut de la cascade !? - Level 8 - Mario et ses amis en guerre contre la moisissure ! - Level 9 - Attention, combats enflammés entre durs à cuir ! - Level 10 - Episode spécial ! La revanche de Donkey Kong !! - Level 11 - Lutte enneigée et combat de gags façon bonhomme de neige ! - Level 12 - Baston et boxing en pagaille avec Hinyari !!! - Level 13 - Libérons la forêt de la paix envahie par l'infâme Wario !!! - Level 14 - Comment cuisiner Mario à toutes les sauces ?!? - Level 15 - Les diamants sont éternels, même pendant une baston avec Goro ! - Level 16 - Un duo pour le meilleur et surtout pour le pire !!! |                   |               |                  |                   |
| 12 | 28 mars 1995      | 4-09-142242-X | 22 mars 2017     | 978-2-3020-5635-0 |
| 13 | 28 août 1995      | 4-09-142243-8 | 24 mai 2017      | 978-2-302-06250-4 |
| 14 | 27 janvier 1996   | 4-09-142244-6 | 23 août 2017     | 978-2-302-06423-2 |
| 15 | 28 octobre 1996   | 4-09-142245-4 | 22 novembre 2017 | 978-2-302-06558-1 |
| 16 | 1er avril 1997    | 4-09-142246-2 | 21 février 2018  | 978-2-302-06555-0 |
| 17 | 28 octobre 1997   | 4-09-142247-0 | 23 mai 2018      | 978-2-302-06974-9 |
| 18 | 28 avril 1998     | 4-09-142248-9 | 22 août 2018     | 978-2-302-07151-3 |
| 19 | 28 septembre 1998 | 4-09-142249-7 | 14 novembre 2018 | 978-2-302-07271-8 |
| 20 | 27 mars 1999      | 4-09-142250-0 | 20 février 2019  | 978-2-302-07403-3 |

### Tomes 21 à 30
| no | Japonais          | Japonais      | Français         | Français          |
| no | Date de sortie    | ISBN          | Date de sortie   | ISBN              |
| -- | ----------------- | ------------- | ---------------- | ----------------- |
| 21 | 28 septembre 1999 | 4-09-142691-3 | 24 mars 2021     | 978-2-302-09319-5 |
| 22 | 28 janvier 2000   | 4-09-142692-1 | 26 mai 2021      | 978-2-302-09320-1 |
| 23 | 28 juin 2000      | 4-09-142693-X | 25 août 2021     | 978-2-302-09321-8 |
| 24 | 27 janvier 2001   | 4-09-142694-8 | 8 décembre 2021  | 978-2-302-09322-5 |
| 25 | 28 juillet 2001   | 4-09-142695-6 | 9 mars 2022      | 978-2-302-09323-2 |
| 26 | 28 février 2002   | 4-09-142696-4 | 6 juillet 2022   | 978-2-302-09324-9 |
| 27 | 28 août 2002      | 4-09-142697-2 | 2 novembre 2022  | 978-2-302-09326-3 |
| 28 | 28 janvier 2003   | 4-09-142698-0 | 8 mars 2023      | 978-2-302-09326-3 |
| 29 | 28 mai 2003       | 4-09-142699-9 | 12 juillet 2023  |                   |
| 30 | 24 décembre 2003  | 4-09-142700-6 | 27 décembre 2023 |                   |

### Tomes 31 à 40
| no | Japonais          | Japonais          | Français         | Français |
| no | Date de sortie    | ISBN              | Date de sortie   | ISBN     |
| -- | ----------------- | ----------------- | ---------------- | -------- |
| 31 | 19 juin 2004      | 4-09-143221-2     | 17 avril 2024    |          |
| 32 | 28 janvier 2005   | 4-09-143222-0     | 3 juillet 2024   |          |
| 33 | 28 septembre 2005 | 4-09-143223-9     | 20 novembre 2024 |          |
| 34 | 26 mai 2006       | 4-09-140147-3     | 21 mai 2025      |          |
| 35 | 26 janvier 2007   | 978-4-09-140276-9 | 5 novembre 2025  |          |
| 36 | 22 août 2007      | 978-4-09-140350-6 |                  |          |
| 37 | 28 février 2008   | 978-4-09-140450-3 |                  |          |
| 38 | 28 octobre 2008   | 978-4-09-140709-2 |                  |          |
| 39 | 27 mars 2009      | 978-4-09-140786-3 |                  |          |
| 40 | 27 novembre 2009  | 978-4-09-140856-3 |                  |          |

### Tomes 41 à 50
| no | Japonais          | Japonais          | Français       | Français |
| no | Date de sortie    | ISBN              | Date de sortie | ISBN     |
| -- | ----------------- | ----------------- | -------------- | -------- |
| 41 | 28 juillet 2010   | 978-4-09-141087-0 |                |          |
| 42 | 24 décembre 2010  | 978-4-09-141194-5 |                |          |
| 43 | 26 août 2011      | 978-4-09-141306-2 |                |          |
| 44 | 27 avril 2012     | 978-4-09-141438-0 |                |          |
| 45 | 28 novembre 2012  | 978-4-09-141533-2 |                |          |
| 46 | 28 mai 2013       | 978-4-09-141637-7 |                |          |
| 47 | 27 décembre 2013  | 978-4-09-140019-2 |                |          |
| 48 | 26 septembre 2014 | 978-4-09-141816-6 |                |          |
| 49 | 28 avril 2015     | 978-4-09-142005-3 |                |          |
| 50 | 28 octobre 2015   | 978-4-09-142104-3 |                |          |

### Tomes 51 à aujourd'hui
| no | Japonais         | Japonais          | Français       | Français |
| no | Date de sortie   | ISBN              | Date de sortie | ISBN     |
| -- | ---------------- | ----------------- | -------------- | -------- |
| 51 | 28 mars 2016     | 978-4-09-142155-5 |                |          |
| 52 | 28 mars 2017     | 978-4-09-142378-8 |                |          |
| 53 | 28 février 2018  | 978-4-09-142625-3 |                |          |
| 54 | 28 décembre 2018 | 978-4-09-142846-2 |                |          |
| 55 | 17 janvier 2020  | 978-4-09-143155-4 |                |          |
| 56 | 28 octobre 2020  | 978-4-09-143239-1 |                |          |
| 57 | 28 octobre 2021  | 978-4-09-143352-7 |                |          |
| 58 | 28 novembre 2022 | 978-4-09-143561-3 |                |          |
| 59 | 3 mai 2023       |                   |                |          |

### Soleil Manga
1. 1 2  Tome 1
2. 1 2  Tome 2
3. 1 2  Tome 3
4. 1 2  Tome 4
5. 1 2  Tome 5
6. 1 2  Tome 6
7. 1 2  Tome 7
8. 1 2  Tome 8
9. 1 2  Tome 9
10. 1 2  Tome 10
11. 1 2  Tome 11
12. 1 2  Tome 12
13. 1 2  Tome 13
14. 1 2  Tome 14
15. 1 2  Tome 15
16. 1 2  Tome 16
17. 1 2  Tome 17
18. 1 2  Tome 18
19. 1 2  Tome 19
20. 1 2  Tome 20
21. 1 2  Tome 21
22. 1 2  Tome 22
23. 1 2  Tome 23
24. 1 2  Tome 24
25. 1 2  Tome 25
26. 1 2  Tome 26
27. 1 2  Tome 27
28. 1 2  Tome 28